# 比格爾
比格尔（德語：Bürgel，發音：[ˈbʏʁɡl̩]）是德国图林根州萨勒-霍尔茨兰县的城市，面积27.19平方千米，人口为人。境內有本篤會的修道院比格爾修道院。德意志帝國統治期間，它是萨克森-魏玛-爱森纳赫大公国的一部分。